# Henri-Charles de Coislin
Pour les articles homonymes, voir Famille du Cambout et Coislin.
Henri-Charles du Camboust, duc de Coislin (1710), est un prélat français né à Paris le 15 septembre 1665 et mort dans la même ville le 28 novembre 1732. Il est le neveu du cardinal Pierre du Cambout de Coislin. Il est évêque de Metz de 1697 à sa mort en 1732.

## Biographie
Il est le fils d’Armand du Cambout, duc de Coislin et pair de France et académicien français, et de Madeleine du Halgoüet.
Arrière-petit-fils du chancelier Séguier, Henri-Charles de Coislin fut abbé commendataire de Saint-Georges de Boscherville dans le diocèse de Rouen en 1684, prince-évêque de Metz le 26 mai 1697 et sacré le 22 décembre suivant.
Le 3 mars 1682, il avait obtenu la survivance de la charge de premier aumônier, que détenait son oncle, le cardinal de Coislin, évêque d'Orléans (le premier aumônier secondait le grand aumônier de France). En 1700, le cardinal devint grand aumônier de France, ce qui fit que son neveu devint premier aumônier. Henri-Charles fut nommé commandeur de l’ordre du Saint-Esprit le 1er mars 1701.
En décembre 1705, il fut accusé d'avoir fouetté un enfant de chœur, et, dit Saint-Simon, « des gens charitables voulurent faire entendre pis ». L'affaire fut portée devant Louis XIV par le père de l'enfant, « avec un placet, demandant justice et réparation ». Le cardinal de Coislin se rendit à son tour auprès du roi pour défendre son neveu. Le 18 janvier 1706, Louis XIV ordonna à la famille de l'enfant d'aller demander pardon à l'évêque de Metz.

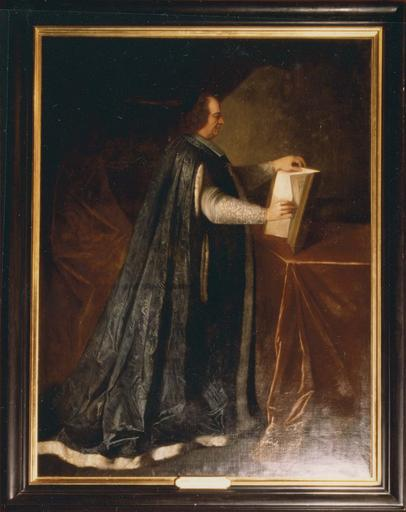
Henri-Charles de Cambout, évêque de Metz, duc de Coislin. Ce tableau fait partie d'un ensemble de treize portraits en pied de descendants de la famille de Sully conservé au Château de Sully-sur-Loire.

En 1710, à la mort de son frère unique, Pierre du Cambout, il devint duc de Coislin, pair de France, baron de Pontchâteau et de La Roche-Bernard, président-né des États de Bretagne, premier baron de Champagne, comte de Crécy, etc. Il succéda également à son frère à l'Académie des inscriptions et belles-lettres et à l'Académie française le 2 juin de la même année, et il y fut reçu le 25 septembre par l'abbé de Choisy.
Le 20 juin 1714, il composa un mandement refusant la bulle Unigenitus qui fit sensation dans toute l'Église de France en raison de la personnalité de son auteur, de l'importance de son diocèse, et de la netteté de sa condamnation de la bulle, dissimulée sous les apparences de la soumission. Louis XIV le fit immédiatement condamner par un arrêt du Conseil du 5 juillet 1714 « comme contraire à l'acceptation de la bulle faite par l'assemblée du clergé de France, et tendant à affaiblir ou à rendre inutile la condamnation, tant des erreurs contenues dans les cent une propositions, que du livre qui les renferme ». C'est pour ne pas avoir à sceller cet arrêt que le chancelier de Pontchartrain, qui était aussi un parent du prélat, démissionna.
Évêque de la plus importante place-forte du royaume, Metz, il soulagea ses ouailles de la charge qu'était l'hébergement des soldats de la troupe en faisant construire sur la place du Champ à Seille une caserne, qu'il borda de quatre rues honorant ses saints patrons et sa famille : rue Saint Charles, rue Saint Henri, rue du Cambout et rue de Coislin. La caserne Coislin fut détruite vers 1930 et permit la création de la place Coislin, laquelle fut profondément remaniée dans les années qui suivirent la Seconde Guerre mondiale, hébergeant d'abord la gare routière, puis un vaste parking nécessaire en centre-ville. Une plaque commémorative est posée sur une fontaine de l'époque du nom de « la fontaine du Cambout de Coislin » situé 19 rue du Cambout à Metz pour rappeler aux Messins son action passée de la suppression de ladite charge .
Il légua à l'abbaye de Saint-Germain la riche bibliothèque qu'il avait reçue en héritage du chancelier Séguier, et dont les débris ont été réunis après 1793 à la Bibliothèque nationale de France.

## Titres
Henri Charles du Cambout, évêque de Metz, Prince du Saint-Empire, duc de Quoislin, pair de France, baron des anciennes baronneries de Pontchâteau et de la Rochebernard, pair et président, né des États de Bretagne, 1er baron de Champagne, comte de Crécy, 1er aumônier du Roi.